# Сардулек
Сардулек (каз. Сарыдүлек) — упразднённое село в Шалкарском районе Актюбинской области Казахстана. Входило в состав Кишикумского сельского округа. Код КАТО — 156442500. Расположено на территории Аральского района Кызылординской области. Упразднено в 2019 г.

## Население
В 1999 году население села составляло 67 человек (32 мужчины и 35 женщин). По данным переписи 2009 года, в селе проживало 85 человек (46 мужчин и 39 женщин).